# Microzaleptus quadratus
Microzaleptus quadratus is een hooiwagen uit de familie Sclerosomatidae.